# گلان
گلان (به آلمانی: Glan) رودی است که از زارلاند سرچشمه می‌گیرد و به رود ناهه می‌ریزد. این رود از کشور آلمان می‌گذرد. طول آن ۶۸ کیلومتر (۴۲ مایل) است.